# Landeskomitee der Katholiken in Bayern
Das Landeskomitee der Katholiken in Bayern ist der Zusammenschluss der Diözesanräte der bayerischen Bistümer und der auf Landesebene tätigen kirchlich anerkannten Organisationen und Einrichtungen.
Es ist das von der Bayerischen Bischofskonferenz anerkannte Organ im Sinne des Konzilsdekrets über das Apostolat der Laien (Nr. 26) zur Koordinierung der Kräfte des Laienapostolats und zur Förderung der apostolischen Tätigkeit der Kirche. Die Organisation hat ihren Sitz in München.

## Aufgaben
Das Landeskomitee hat die Aufgabe
- die Entwicklungen im gesellschaftlichen, politischen und kirchlichen Leben zu beobachten und Anliegen der Katholiken von landespolitischer Bedeutung in der Öffentlichkeit zu vertreten;
- für das apostolische Wirken der Kirche und der Katholiken in der Gesellschaft Anregungen zu geben;
- die Tätigkeit der in ihm zusammengeschlossenen Kräfte aufeinander abzustimmen und für die Erfüllung gemeinsamer Aufgaben Sorge zu tragen;
- gemeinsame Initiativen und Veranstaltungen der Katholiken vorzubereiten und gegebenenfalls durchzuführen;
- an den kirchlichen Entscheidungen im überdiözesanen Bereich der bayerischen Diözesen mitzuwirken und die Bayerische Bischofskonferenz in Fragen des kirchlichen, gesellschaftlichen und staatlichen Lebens zu beraten.

## Geschichte
Das Landeskomitee wurde am 28. April 1951 in Regensburg als „Landesausschuß der Katholischen Aktion in Bayern“ gegründet. Der damalige Präsident der Katholischen Aktion im Bistum Regensburg,  Eugen Rucker, begründete die Einladung zu dieser Gründungsversammlung mit dem Beschluss der bayerischen Mitglieder im Zentralkomitee der deutschen Katholiken vom 13. April 1951. Vorangegangen war eine „Denkschrift“ der Katholischen Aktion im Bistum Passau vom Januar 1951, in der bereits die „organisatorische Zusammenfassung aller für die Betätigung des aktiven Laienapostolates in Betracht kommenden katholischen Vereinigungen und Einzelpersonen zur zielbewußten Weckung und Förderung katholischen Denkens und Lebens auf allen einschlägigen Gebieten“ in Bayern angestrebt wurde.
In den Nachkriegsjahren sollte das „Zentralkomitee der Deutschen Katholikentage“ zum „Aktionskomitee für die Katholische Aktion in den Diözesen des Bundesgebietes“ umgestaltet werden. Der Landesausschuss der Katholischen Aktion in Bayern sollte demnach der Auftakt einer ganzen Reihe von Zusammenschlüssen der Katholischen Aktion auf Länderbasis in der damaligen Bundesrepublik sein. Bis heute gibt es jedoch neben dem Landeskomitee der Katholiken in Bayern nur noch einen Landeskatholikenausschuss in Niedersachsen.
Im Gründungsprotokoll wurde festgehalten, dass dieser Zusammenschluss auch im Interesse der bestmöglichen Zusammenarbeit mit dem Zentralkomitee der deutschen Katholiken sei. Dazu komme die Tatsache, dass zwischen dem Heiligen Stuhl in Rom und Bayern ein eigenes Konkordat bestünde, dass die bayerischen Bischöfe ihre Angelegenheiten in der Bayerischen Bischofskonferenz gesondert erledigen, ferner, dass Bayern ein selbständiges Land mit Gesetzgebung und Verwaltung sei.
Der erste Präsident des Landesausschusses der Katholischen Aktion in Bayern war  Eugen Rucker, der Präsident der Katholischen Aktion im Bistum Regensburg. Ihm folgte im Mai 1955   Franz Eser, Naturwissenschaftler an der Philosophisch-Theologischen Hochschule in Passau und Präsident der Katholischen Aktion im Bistum Passau, nach. Er ist zugleich der Namensgeber für die seit 2006 erstmals verliehene „Franz-Eser-Medaille“, die an Personen vergeben wird, die sich um das Laienapostolat in Bayern besonders verdient gemacht haben. Im April 1963 wurde  Heinrich Kuen aus Erlangen zum neuen Präsidenten der Katholischen Aktion in Bayern gewählt. Er lenkte bis April 1968 die Geschicke des Landesausschusses der Katholischen Aktion in Bayern.
In den Jahren von 1962 bis 1965 fand in Rom das II. Vatikanische Konzil statt und brachte neue Anstöße in der Theologie der Gemeinde und damit auch für die bis dahin ausschließlich von Pfarrern berufenen Mitglieder der Katholischen Aktion auf Pfarrebene. Mit der Umbenennung der Pfarrausschüsse in „Pfarrgemeinderäte“ ging auch eine Wahl von zunächst einem Drittel (später von zwei Dritteln) der Mitglieder einher. Auf Diözesanebene wurde die Katholische Aktion in „Diözesanrat der Katholiken“ und auf Landesebene in „Landeskomitee der Katholiken“ umbenannt. In dieser Umbruchphase gab es auch einen Wechsel im Vorsitz des Landeskomitees.
Im Frühjahr 1968 wurde Ludwig Lillig, Vorsitzender des Diözesanrates der Katholiken im Erzbistum München und Freising, zum neuen Vorsitzenden des Landeskomitees gewählt. Er stand dem Landeskomitee bis zum Jahr 1989 vor, also 21 Jahre lang. Ihm folgte zunächst im Diözesanvorsitz und später im Landeskomitee Ermin Brießmann nach, der bis 1993 im Amt war. Insgesamt 8 Jahre war der frühere Vorsitzende des Diözesanrates der Katholiken im Bistum Eichstätt, Bernhard Sutor, von 1993 bis 2001 Vorsitzender des Landeskomitees.
Am 28. April 2001 konnte das Landeskomitee im Rahmen einer Festveranstaltung auf seine Gründung vor 50 Jahren in Regensburg zurückblicken. In dieser Jubiläumsvollversammlung wurde Helmut Mangold, ehemaliger Leiter der Forschungsabteilung für Signalverarbeitung und Telematik des Unternehmens Daimler und Vorsitzender des Diözesanrates der Katholiken im Bistum Augsburg, zum neuen Vorsitzenden des Landeskomitees gewählt.
Nach acht Jahren kandidierte Helmut Mangold für keine weitere Amtszeit. Auf Vorschlag des Geschäftsführenden Ausschusses wählten die Mitglieder des Landeskomitees der Katholiken in Bayern am 28. März 2009 im Rahmen der Frühjahrsvollversammlung in Bamberg den Präsidenten des Bundesamtes für Migration und Flüchtlinge,  Albert Schmid, zu ihrem neuen Vorsitzenden. Schmid war bereits 1993 als damaliger Vorsitzender der SPD-Fraktion im Bayerischen Landtag in die Vollversammlung des Landeskomitees berufen worden. Am 20. April 2013 wurde Albert Schmid von der Vollversammlung in Würzburg für eine weitere Amtszeit bis Frühjahr 2017 als Vorsitzender wiedergewählt.
Am 25. März 2017 in der Vollversammlung des Landeskomitees in Eichstätt trat Albert Schmid nicht mehr für eine neue Amtszeit an. Erstmals standen in der Vollversammlung zwei Personen zur Wahl: Joachim Unterländer und Renate Oxenknecht-Witzsch. Der CSU-Landtagsabgeordnete Joachim Unterländer erreichte mit 32 Stimmen die nötige Mehrheit von 63 anwesenden Wahlberechtigten und wurde zum neuen Vorsitzenden des Landeskomitees für die Wahlperiode von 2017 bis 2021 gewählt. Zu seinen Stellvertretungen wählten die Mitglieder: Michael Eibl, Direktor der Katholischen Jugendfürsorge im Bistum Regensburg, Monika Meier-Pojda, Geschäftsführerin des Sozialdienst katholischer Frauen (SkF) in Bayern, sowie Elfriede Schießleder, Landesvorsitzende des Katholischen Deutschen Frauenbundes (KDFB) in Bayern. In der erstmals virtuell abgehaltenen Vollversammlung des Landeskomitees wurden am 17. April 2021 Joachim Unterländer als Vorsitzender sowie Monika Meier-Pojda und Elfriede Schießleder als Stellvertreterinnen in ihren Ämtern für weitere vier Jahre bestätigt. Für den auf eigenen Wunsch ausgeschiedenen Michael Eibl wurde der Vorsitzende des Diözesanrates der Katholiken der Diözese Eichstätt, Christian Gärtner, für die Wahlperiode 2021 bis 2025 zum Stellvertretenden Vorsitzenden gewählt.

## Mitglieder

### Diözesanräte
Aus jedem Bistum werden der oder die Vorsitzende des Diözesanrates und eine weiter Vertreterin oder ein Vertreter, der Geistliche Beauftragte im Diözesanrat und die Geschäftsführerin bzw. der Geschäftsführer des Diözesanrates entsandt, so dass aus den sieben bayerischen Bistümern insgesamt 28 Personen im Landeskomitee vertreten sind.
Folgende diözesane Räte stellen Delegierte in das Landeskomitee:
- Diözesanrat der Katholiken im Bistum Augsburg
- Diözesanrat der Katholiken im Erzbistum Bamberg
- Diözesanrat der Katholiken im Bistum Eichstätt
- Diözesanrat der Katholiken im Erzbistum München und Freising
- Diözesanrat der Katholiken im Bistum Passau
- Diözesankomitee im Bistum Regensburg
- Diözesanrat der Katholiken im Bistum Würzburg

### Verbände
Folgende katholischen Verbände sind mit einem Delegierten vertreten:
- Ackermann-Gemeinde, Landesstelle Bayern
- Bayerischer Landesverband der Katholischen Mädchensozialarbeit e. V., IN VIA Bayern e. V.
- Bayerischer Presseclub e. V.
- Berufsverband katholischer Arbeitnehmerinnen in der Hauswirtschaft in Deutschland e. V.
- Bund der Deutschen Katholischen Jugend in Bayern (BDKJ)
- Bund Katholischer Unternehmer, Landesarbeitsgemeinschaft Bayern
- Cartell Rupert Mayer
- Deutscher Caritasverband, Landesverband Bayern e. V.
- Deutsche Jugendkraft – DJK, Landesverband Bayern
- Familienbund der Katholiken, Landesverband Bayern
- Ordo Franciscanus Saecularis – OFS, Bayerische Provinz
- Gemeinschaft Katholischer Soldaten (GKS)
- Gemeinschaft Sant’Egidio
- Katholischer Deutscher Frauenbund – Landesverband Bayern e. V. (KDFB Bayern)
- Katholische Elternschaft Deutschlands (KED), Landesverband Bayern
- Katholische Erziehergemeinschaft in Bayern e. V. (KEG)
- Katholische Jugendfürsorge, Landesverband Bayern e. V.
- KKV Landesverband Bayern e. V. der Katholiken in Wirtschaft und Verwaltung
- Katholische Landvolkbewegung Bayerns (KLB)
- Kolpingwerk, Landesverband Bayern
- Landesarbeitsgemeinschaft der katholischen Arbeitnehmer-Bewegung in Bayern e. V.
- Katholische Landesarbeitsgemeinschaft für Erwachsenenbildung (KEB)
- Landesarbeitsgemeinschaft katholischer Frauengemeinschaft Deutschlands in Bayern (kfd)
- Landesarbeitsgemeinschaft katholischer Sozialarbeiter/Sozialpädagogen/Heilpädagogen im BSH
- Landesforum katholische Seniorenarbeit Bayern
- Landesverband katholischer Männergemeinschaften in Bayern e. V.
- Legio Mariae
- Malteser Hilfsdienst e. V., Landesgeschäftsstelle Bayern
- Marianische Männerkongregation – Arbeitsgemeinschaft Bayern (Vertreten durch die Kongregation Mariä Verkündigung am Bürgersaal zu München)
- Ritterorden vom Heiligen Grab zu Jerusalem
- Sozialdienst katholischer Frauen, Landesstelle Bayern e. V.
- St. Michaelsbund, Landesverband Bayern e. V.
- Verband der katholischen Religionslehrer und Religionslehrerinnen an den Gymnasien in Bayern e. V.
- Verband katholischer Kindertageseinrichtungen Bayern e. V.
- Verein katholischer deutscher Lehrerinnen – Berufsverband lehrender Frauen aller Bildungsbereiche

### Einzelpersönlichkeiten
Dem Landeskomitee gehören derzeit 14 berufene Personen an (das Statut sieht bis zu 15 vor), die aufgrund ihrer interessanten gesellschaftlichen oder kirchlichen Bedeutung in das Landeskomitee berufen wurden.
- Michael Eibl, Geschäftsführender Direktor der Katholischen Jugendfürsorge in der Diözese Regensburg
- Franz Eller, Delegierter der bayerischen Diözesanräte im Bonifatiuswerk der deutschen Katholiken
- Anneliese Göller, Landesbäuerin im Bayerischen Bauernverband
- Thomas Huber (MdL), Sozialpolitischer Sprecher der CSU-Landtagsfraktion und Stellvertretender Vorsitzender des Sozialausschusses des Bayerischen Landtags
- Annette Karl (MdL), Sprecherin der SPD-Fraktion im Bayerischen Landtag für Angelegenheiten des ländlichen Raumes
- Claudia Pfrang, Leiterin des Standorts Freising des Kompetenzzentrums für Demokratie und Menschenwürde sowie Direktorin der Domberg-Akademie, Stiftung Erwachsenenbildung der Erzdiözese München und Freising
- Kerstin Schlögl-Flierl, Lehrstuhlinhaberin für Moraltheologie an der Kath.-Theol. Fakultät der Universität Augsburg; Mitglied des Deutschen Ethikrates
- Florian Streibl (MdL), Vorsitzender der Fraktion „Freie Wähler“ im Bayerischen Landtag
- Klaus Stüwe, Vizepräsident der Katholischen Universität Eichstätt-Ingolstadt, Direktor des Zentralinstituts für Ehe und Familie in der Gesellschaft (ZFG) und Inhaber des Lehrstuhls für Vergleichende Politikwissenschaft
- Gabriele Triebel (MdL), Mitglied des Ausschusses für Bildung und Kultus sowie Sprecherin für Bildung, Religion und Erinnerungskultur der Fraktion Bündnis 90/Die Grünen im Bayerischen Landtag
- Annette Vogt, Vizepräsidentin der Katholischen Stiftungshochschule München, Psychologin
- Markus Vogt, Lehrstuhlinhaber für Christliche Sozialethik an der Katholisch-Theologischen Fakultät der Ludwig-Maximilians-Universität München
- Manfred Weber MdEP, CSU-Politiker, Vorsitzender der Fraktion der Europäischen Volkspartei im Europäischen Parlament

## Präsidium
In das Präsidium sind bis zum Frühjahr 2025 gewählt:
- Joachim Unterländer, Vorsitzender
- Christian Gärtner, Stellvertretender Vorsitzender
- Monika Meier-Pojda, Stellvertretende Vorsitzende
- Elfriede Schießleder, Stellvertretende Vorsitzende

Zusätzlich gehören laut Statut zum Präsidium:
- Pater Alfons Friedrich SDB, Geistlicher Beauftragter der Bayerischen Bischofskonferenz für das Landeskomitee
- Alexandra Hofstätter (Geschäftsführung)[2]

## Veröffentlichungen
Alle zwei Monate erscheint im Format A4 und mit einem Umfang von 32 Seiten die Zeitschrift „Gemeinde creativ“. Die Zeitschrift ist insbesondere für katholische Ehrenamtliche in Räten, Verbänden, Organisationen und Kirchenverwaltungen, aber auch für hauptamtlich in der katholischen Kirche Tätige konzipiert.
In unregelmäßigen Abständen gibt das Landeskomitee Informationsbroschüren in den beiden Reihen „Zeitansage“ und „Pro Praxis“ heraus. Im April 2012 erschien die vierte Auflage des Handbuchs Pfarrgemeinderat.
- Landeskomitee der Katholiken in Bayern (Hrsg.): Handbuch Pfarrgemeinderat. Herder, Freiburg im Breisgau 2012, ISBN 978-3-451-34150-2.